# コル・デ・フロート
コル・デ・フロート（Cor de Groot, 1914年7月7日 - 1993年5月26日）は、オランダ出身のピアノ奏者、作曲家。本名はコルネリス・ウィルヘルムス・デ・フロート(Cornelis Wilhelmus de Groot)。
アムステルダムの生まれ。アムステルダム音楽院でエフベルト・フェーンとウルフェルツ・シュルツにピアノを学び、セム・ドレスデンに作曲を師事した。1934年から演奏活動をはじめ、アムステルダム・コンセルトヘボウ管弦楽団をはじめとするオランダ有数のオーケストラと共演してピアニストとしての地歩を固めた。1936年にウィーン国際ピアノ・コンクールで一位を獲得し、1938年からハーグ音楽院で教鞭をとるようになった。第二次世界大戦後は、欧米各地で演奏活動を展開したが、1959年に神経障害で右手を使えなくなり、以降は左手のみのピアニストとして活動した。両手用のピアノ作品の左手用編曲も精力的に行った。
アムステルダムにて没。